# 土谷深浩
土谷 深浩（つちや しんこう、1998年3月19日 - ）は、ラグビーユニオン選手。

## プロフィール
- U20日本代表に選ばれたことがある[1]。

## 略歴
2016年、福岡高校卒業後、筑波大学に入る。
2020年、筑波大学卒業後、クボタスピアーズ(現・クボタスピアーズ船橋・東京ベイ)に加入。
2021年3月14日にジャパンラグビートップリーグ第4節Honda HEAT戦に途中出場で公式戦初出場を果たす。
2025年5月、2024-25シーズン限りでのクボタスピアーズ船橋・東京ベイ退団を発表。